# Chopawamsic
Chopawamsic es la única isla en el río Potomac, dentro de los límites territoriales del estado de Virginia, en Estados Unidos.
La isla posee una superficie de 53.000 metros cuadrados cuenta con una casa principal, casa de huéspedes, una casa para un cuidador, y otras estructuras. La electricidad es proporcionada a través de cable submarino. El agua es suministrada por un pozo de 280 metros de profundidad en la isla. La isla está a la venta.
Una vez conocida como la Isla de Scott, poco se sabe acerca de su historia antes de los años 1900 debido a que los registros del condado de Stafford se quemaron en la Guerra Civil de Estados Unidos. La isla es accesible solo por barco y ha servido como hogar de varias familias a lo largo de los años.
Algunos documentos de la Guerra Civil indican que los Estados Confederados de América controlaron el área hasta el invierno de 1861. Tenían numerosos campamentos en Quantico, y usaron la isla para descansar y recrearse. Las fotografías del área de Quantico en la exhibición en el hospital Point en la base del cuerpo de marina pueden incluir fotografías históricas de la isla de Chopawamsic.
La isla es el hogar de una mezcla de diferentes hábitats de vida silvestre. Las especies de humedales incluyen bandadas de cisnes, gansos y patos que utilizan el área protegida para alimentarse y descansar. Los pájaros cantores migratorios abundan durante los meses templados, con intensa actividad en la primavera. Águilas calvasse se ha establecido aquí, al igual que limícolas como la garza verde, garceta grande y la gran garza azul.